# Fissidens fuscoviridis
Fissidens fuscoviridis är en bladmossart som beskrevs av George Henry Kendrick Thwaites och Mitten 1873. Fissidens fuscoviridis ingår i släktet fickmossor, och familjen Fissidentaceae. Inga underarter finns listade i Catalogue of Life.